# Plzeň

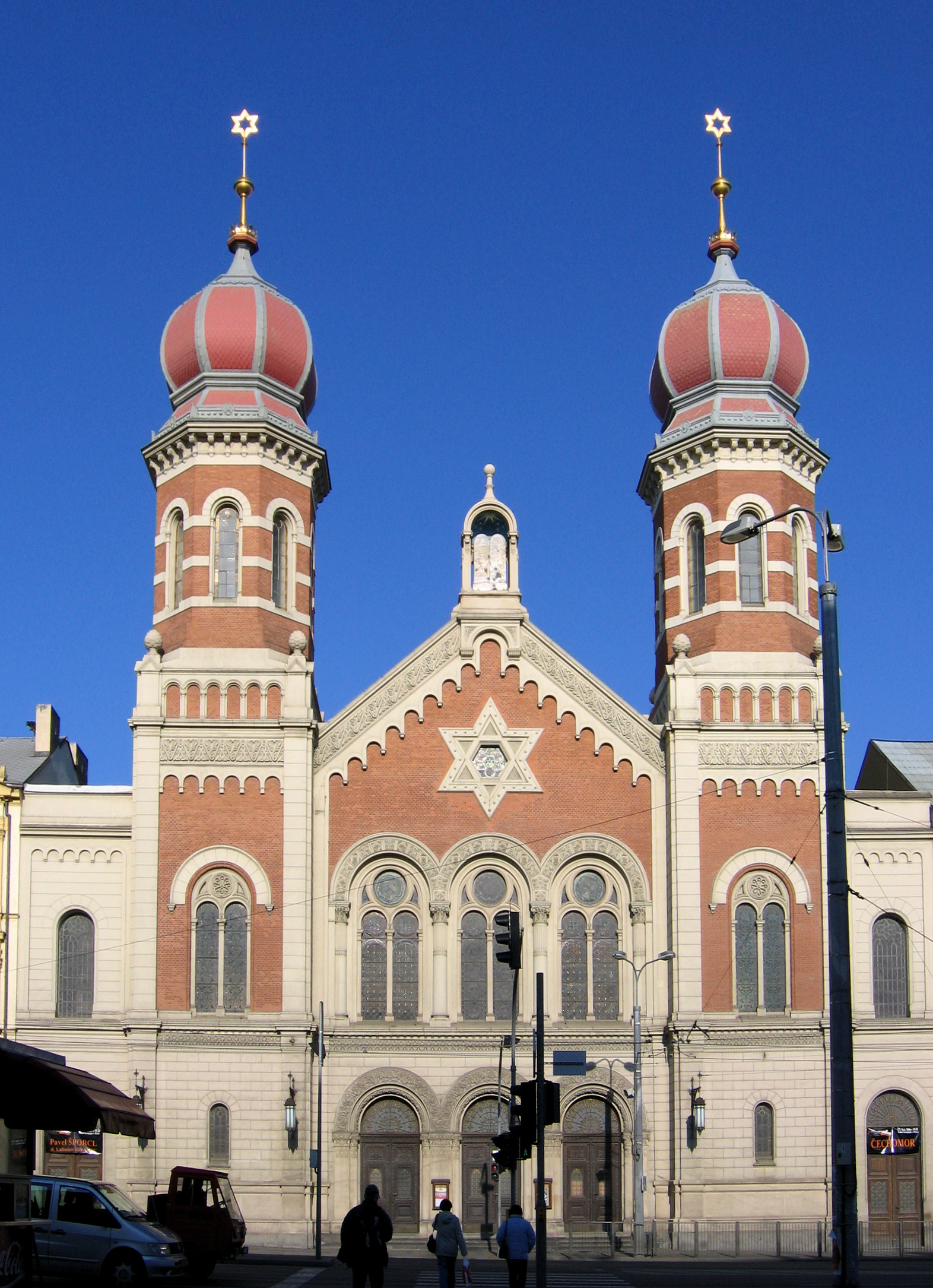
Sinagoga

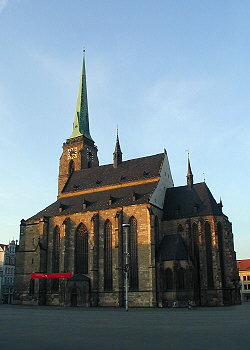
Catedral de São Bartolomeu

Plzeň (em alemão: Pilsen) é a quarta maior cidade da República Checa, com uma população de 181 240 habitantes, de acordo com o censo demográfico de janeiro de 2023. É a capital da região administrativa (kraj) de Plzeň.

## História
A sua fundação data do ano 1295, pelo rei Venceslau II. Plzeň tem um centro histórico onde destaca-se a catedral gótica de São Bartolomeu, na Praça da República, centro da cidade. A Grande Sinagoga de Plzeň situa-se próximo, construída no estilo neo-românico combinado com elementos da arquitectura neomourisca, a segunda maior sinagoga na Europa. Graças à sua localização única entre outros prédios, conseguiu sobreviver a bombardeamentos aliados próximos ao estabelecimento da fábrica Škoda durante a 2ª Guerra Mundial.

## Produtos
Plzeň é conhecida mundialmente pela produção de cerveja. A cervejaria Pilsner Urquell foi estabelecida no ano 1842 e deu nome ao tipo pilsener.

## Personalidades
- Peter Grünberg (1939), Prémio Nobel de Física de 2007